# Wildgrube
Wildgrube war bis 1998 eine eigenständige Gemeinde. Am 27. September 1998 verlor der Ort seine Selbstständigkeit. Er ist jetzt ein Ortsteil von Uebigau-Wahrenbrück im brandenburgischen Landkreis Elbe-Elster. Von 1952 bis 1993 gehörte Wildgrube zum Kreis Bad Liebenwerda. Es liegt etwa 10 Kilometer nördlich der Stadt Bad Liebenwerda im Naturpark Niederlausitzer Heidelandschaft. Neben dem Hauptort gehören zu Wildgrube auch die Ortsteile Braunkohlenwerk (BKW) und Wildgrube-Bahnhof.

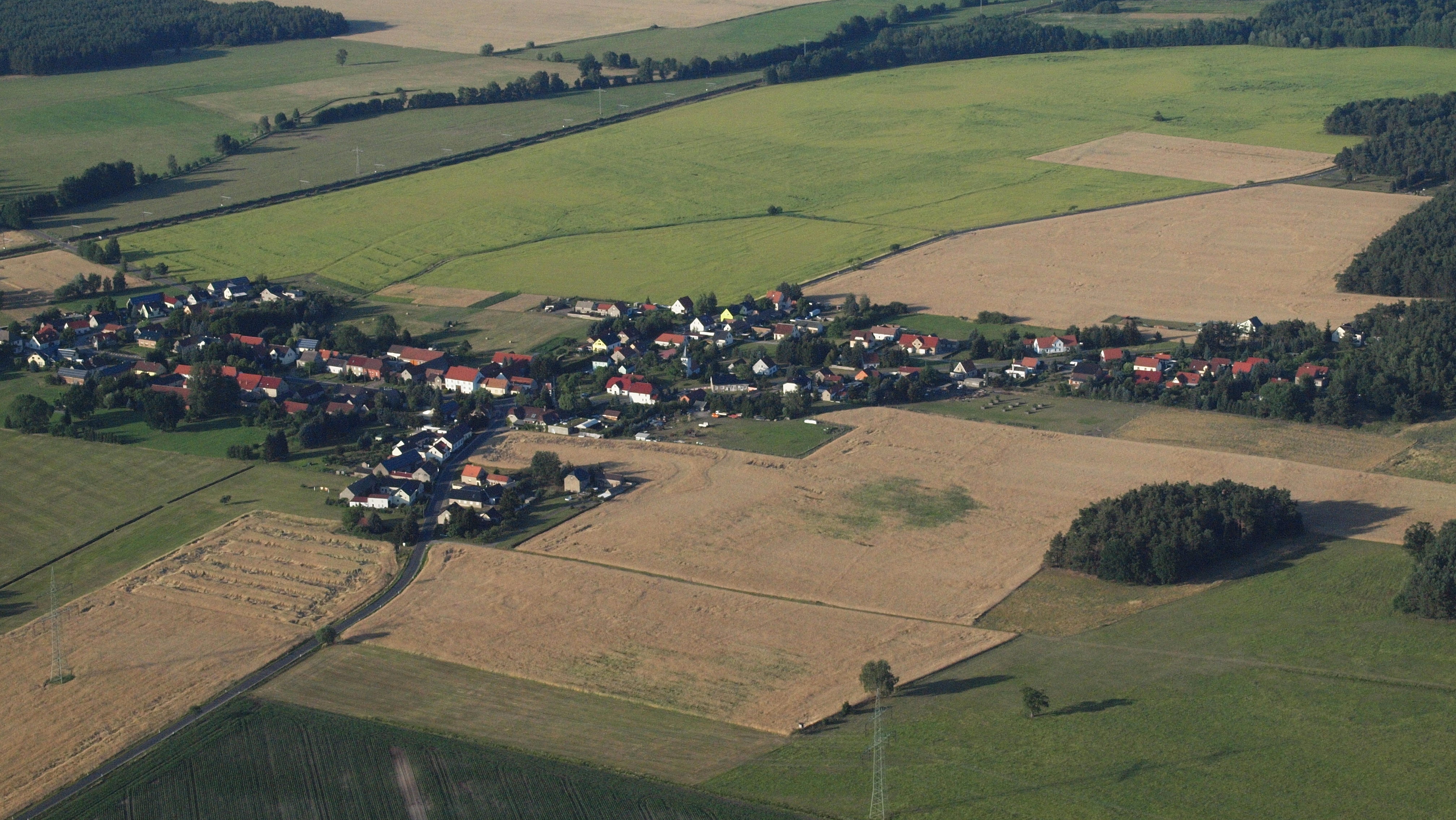
Wildgrube, Luftaufnahme (2015)

## Geschichte

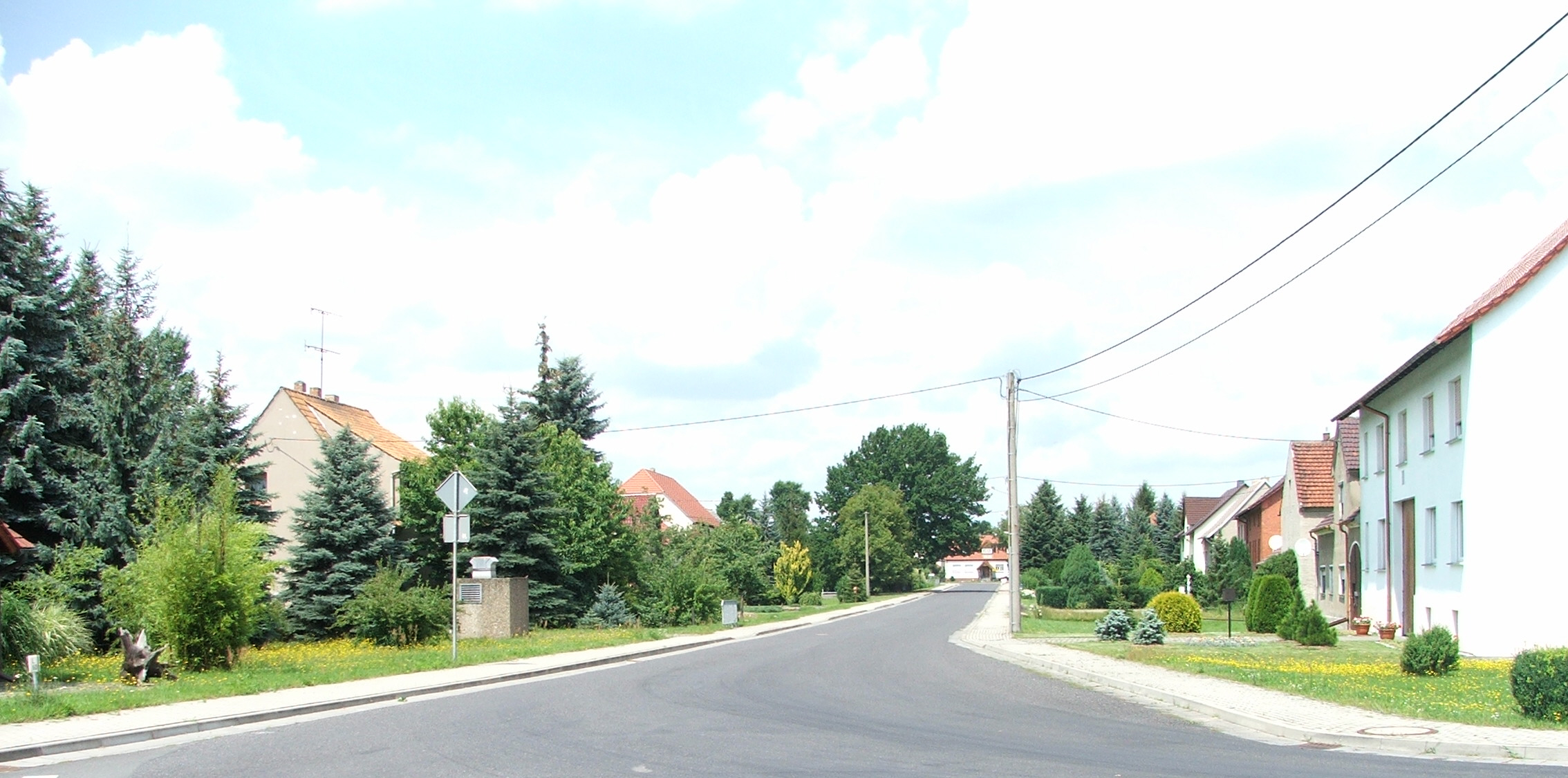
Dorfstraße

Im Jahre 1309 wurde das Dorf erstmals urkundlich unter dem Namen „Wolfsgrube“ erwähnt und bereits 1335 als „Wyltgrube“ bezeichnet. Um 1383 kam Wildgrube in den Besitz Kursachsens. Die Herren Ileburg besaßen Wildgrube und die umliegenden Dörfer und Städte und verpfändeten es 1384 an die Herren von Köckritz. 1516 fiel Wildgrube dann an das kurfürstliche Amt Liebenwerda und im gleichen Jahr wurde es zum größten Teil von Frondiensten befreit. 1589 wohnten im Ort 3 Gärtner und 14 Bauern, welche 12 Hufen Gemeindeflur bewirtschafteten.

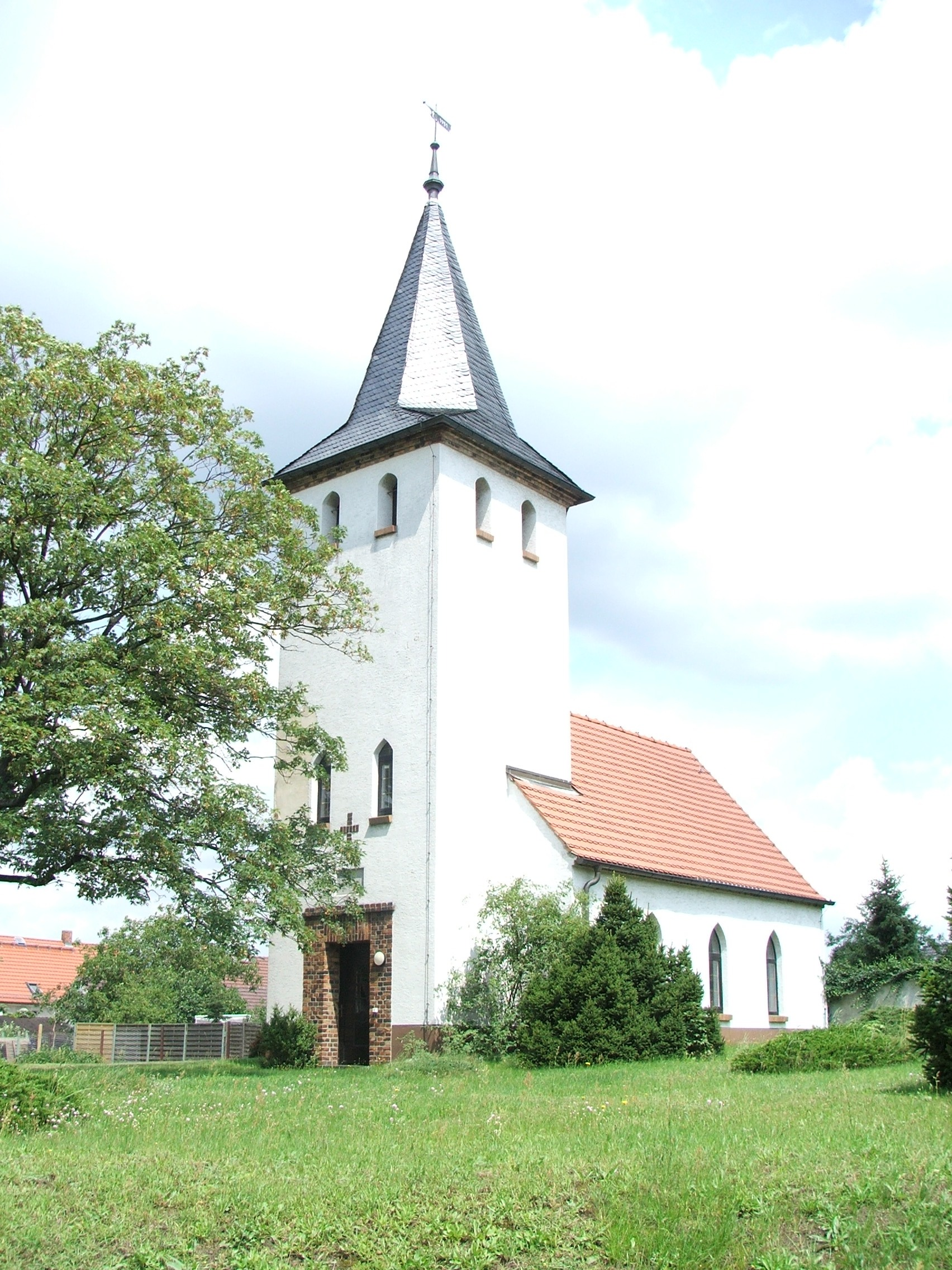
Kirche in Wildgrube

Wildgrube auf einer geschichtlichen Karte des Kreises Liebenwerda (1910).

Im Dreißigjährigen Krieg 1637, als schwedische Truppen des Generals Johan Banér im Januar Torgau einnahmen, zogen sie durch das Elbe-Elster-Land und Wildgrube wurde geplündert und in Brand gesetzt, wobei der Ort komplett niederbrannte. Danach wohnten hier nur noch zwei alte Weiber, welche sich von Betteln ernährten.
Aufgrund des Wiener Kongresses wurde der Ort im Frühjahr 1815 dem neuen Landkreis Liebenwerda und somit Preußen zugeordnet. 1816 zählte der Ort 102 Einwohner und 1835 gab es im Ort 19 Wohnhäuser, 109 Einwohner, 161 Schafe, 25 Pferde, 114 Rinder sowie 57 Schweine.
Am 1. Dezember 1871 wurde die Teilstrecke Cottbus-Falkenberg/Elster der Halle-Sorau-Gubener Eisenbahn eröffnet und brachte einen wirtschaftlichen Aufschwung in der Region. Um den Abtransport der Kohle zu gewährleisten, wurde später ein Anschlussgleis an die Brikettfabrik gebaut.
Mit Beginn der Bergbauepoche am Ende des 19. Jahrhunderts und speziell mit dem Aufbau der Brikettfabrik Wilhelm Nr.61 1896 bei Wildgrube stiegen die Einwohnerzahlen erheblich an. 1910 lebten im Ort bereits 456 Menschen und der Bergbau entwickelte sich zum bedeutendsten Arbeitgeber. Der Ort vergrößerte sich in den kommenden 25 Jahren nach Süden und Osten, der Hungerbornweg und der Lehmgrubenweg wurden bebaut. Aus Wiesen und Wäldern wurde Wohngebiet.

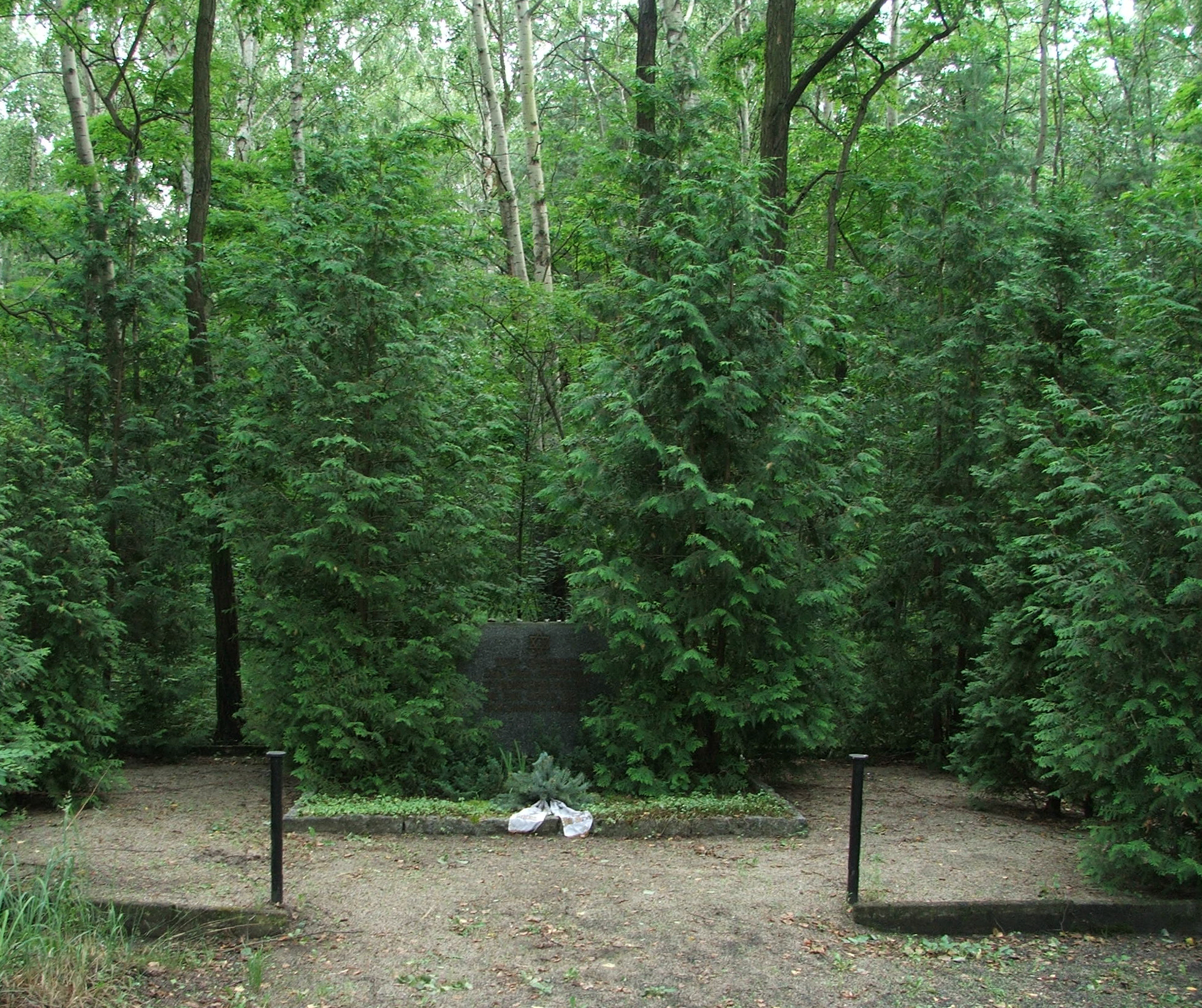
Gedenkstätte am Bahnkilometer 106,7

Im Jahre 1933 wurde die Freiwillige Feuerwehr des Ortes gegründet, in den 1970er Jahren wurde im Ortskern ein neues Feuerwehrhaus erbaut. Im Zuge der Eingemeindungen wurde sie in die Feuerwehr Uebigau-Wahrenbrück eingegliedert und gehört in dieser zur Einheit Ost. Seit 2017 gibt es wieder eine Kinder- und Jugendfeuerwehr im Ort. Die Kameraden organisieren jedes Jahr einige Veranstaltungen, wie z. Bsp. Osterfeuer und Sommerfest.
Im Zweiten Weltkrieg stürzte am 7. März 1945 eine P-51 Mustang in der Nähe von Wildgrube ab. Am 23. April 1945 befreiten vorrückende Truppen der Roten Armee am Bahnkilometer 106,7, welcher sich auf der Gemarkung Wildgrube befindet einen als Verlorener Zug in die Geschichte eingegangenen Todestransport aus dem KZ Bergen-Belsen mit mehr als 2000 jüdischen Häftlingen. Einer im Zug ausgebrochenen Flecktyphus-Epidemie fielen während und nach der Fahrt mehr als 500 Menschen zum Opfer. 1975 wurde an der Bahn ein Denkmal errichtet.
1946 besaß der Ort durch die Zuwanderung von Umsiedlern und zeitweilige Unterbringung von Flüchtlingen 758 Einwohner. Von 1949 bis 1951 wurde eine gemeindeeigene Kirche in Wildgrube gebaut, da viele Christen zuwanderten und der Ort bis dahin keine Kirche hatte. 1956 gab es noch 600 Einwohner.
Die erste eigene Schule des Ortes wurde im Jahre 1811 geöffnet, zog zwei Mal um und wurde im Jahr 1970 erweitert. Seit 1976 trug sie den Namen POS Heinz Kapelle und wurde nach der Schließung 1986 zur Kindertagesstätte umgebaut. Seit 1986 besuchen die Kinder die Schule in Wahrenbrück.

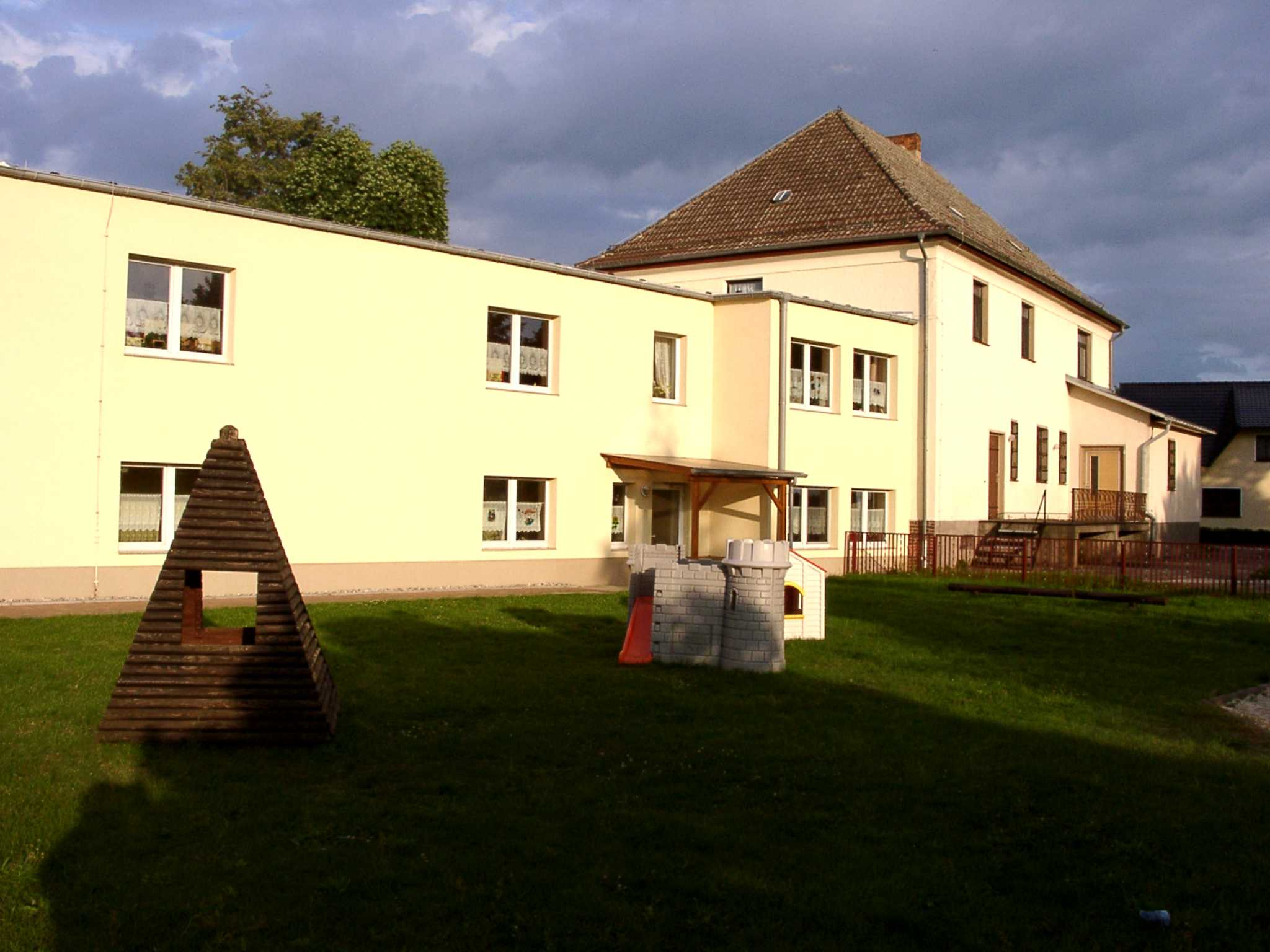
Schule mit Anbau, jetzt Kindertagesstätte

1991 wurden das Braunkohlenwerk stillgelegt und im Jahr 1996 die Fabrik in der Folge abgerissen. Übrig blieb ein leeres Industriegebiet, welches bisher nicht wieder genutzt wird, daneben stehen vereinzelte Häuser, die teilweise bis heute leerstehen. Das Anschlussgleis, welches die Fabrik mit dem Reichsbahnnetz verband, wurde ebenfalls zurückgebaut.
Am 27. September 1998 wurde Wildgrube gemeinsam mit den Gemeinden Saxdorf, Beutersitz, Bönitz, Domsdorf, Kauxdorf, Marxdorf, Prestewitz, Rothstein, Beiersdorf und Winkel in die Stadt Wahrenbrück eingemeindet. Am 31. Dezember 2001 wurden Wahrenbrück und die Stadt Uebigau mit den Gemeinden Bahnsdorf, Drasdo sowie Wiederau zusammengeschlossen und in Uebigau-Wahrenbrück umbenannt.
Am 25. Juni 2011 wurde der Dorfclub gegründet, dieser organisiert Feste und kümmert sich um die Ortschronik.

### Bevölkerungsentwicklung
| Jahr | Einwohner |  | Jahr | Einwohner |  | Jahr | Einwohner |  | Jahr | Einwohner |
| ---- | --------- |  | ---- | --------- |  | ---- | --------- |  | ---- | --------- |
| 1637 | 2         |  | 1890 | 170       |  | 1971 | 535       |  | 1994 | 318       |
| 1816 | 102       |  | 1910 | 300 / 456 |  | 1981 | 396       |  | 1995 | 321       |
| 1823 | 150       |  | 1925 | 490       |  | 1985 | 378       |  | 1996 | 309       |
| 1835 | 109       |  | 1933 | 517       |  | 1989 | 350       |  | 1997 | 315       |
| 1841 | 115       |  | 1939 | 467       |  | 1990 | 334       |  | 2014 | 299       |
| 1843 | 130       |  | 1946 | 758       |  | 1991 | 333       |  | 2016 | 250       |
| 1854 | 160       |  | 1950 | 703       |  | 1992 | 322       |  | 2019 | 251       |
| 1875 | 150       |  | 1964 | 511       |  | 1993 | 325       |  |      |           |

Seit der Wende hat der Ort fast 30 % der Einwohner verloren. Es gibt jedoch auch Zuzug von jungen Familien, was dem Ort in den letzten Jahren sehr zugutekam und dafür sorgte, dass es fast keine unbewohnten Häuser gibt.

## Gewässer
In der Gemarkung Wildgrube befindet sich das Restloch 120, es ist beim Kohlebergbau 1898–1912 entstanden. Vom Bergbau ist an diesem Teich nicht mehr viel sichtbar, jetzt sind dort Bieber heimisch und er wird hauptsächlich für den Angelsport genutzt.
Nördlich wird die Gemarkung durch den Rutengraben begrenzt.
Im Süden der Gemarkung befindet sich ein sehr sumpfiges Wald- und Wiesengebiet, dieses wird durch den Graben Riecke entwässert.
Außerdem fließt noch ein kleiner Graben durch die Ortslage, da dieser große Ackerflächen im Osten des Ortes entwässert, sorgt er bei Starkregen oft für Überschwemmungen der angrenzenden Straße und lässt viele Keller volllaufen. Im Ort gibt es zwei Teiche, die für den Angelsport aber auch als Löschwasserteiche genutzt werden.
Das gesamte Gebiet wird in die Schwarze Elster entwässert.

## Infrastruktur / Verkehr
Die wichtigste Straße im Ort ist die L60, sie führt von Lauchhammer über Finsterwalde durch Wildgrube und endet an der B101 im Nachbarort Beutersitz (Bahnhof) und ist nur wenig befahren. Außerdem gibt es noch kleinere Straßen z. B. K6216 (Beutersitzer Str.) und die K6219 (Domsdorfer Straße) mit sehr wenig Verkehr.
Über die Bundesstraße 101 ist der Ort sehr gut zu erreichen, aber die nächste Autobahn A13 ist fast 50 km entfernt.

Die Bahnstrecke Cottbus–Falkenberg/Elster führt ebenfalls durch Wildgrube, der nächste Haltepunkt befindet sich im Nachbarort Beutersitz, etwa 1,5 km entfernt. Dort hält ca. alle 2 Stunden ein Regionalzug.
Die Anbindung an den Nahverkehr ist zu den Stoßzeiten per Bus relativ gut, am Abend oder in der Ferienzeit ist der Ort darüber jedoch schwierig zu erreichen.

## Gewerbe
Der größte und älteste Betrieb im Ort ist eine 1911 gegründete Bäckerei im Ortskern. Darüber hinaus sind als Handwerker ein Fliesenleger und ein kleiner Baubetrieb im Dorf. Am Bahnhof befindet sich ein Friseursalon und im Ortskern ein Gasthof, der nicht mehr täglich geöffnet ist. Landwirtschaftliche Betriebe und Genossenschaften gibt es seit der Wendezeit nicht mehr in Wildgrube. Die meisten Einwohner sind Arbeiter und Angestellte in größeren Betrieben der Umgebung oder Montagearbeiter.

## Politik
Ortsvorsteher ist Herr Gisbert Eulitz. Der langjährige ehemalige Bürgermeister der Stadt Uebigau-Wahrenbrück ist der in Wildgrube wohnende Andreas Claus. Ab 2020 gehört der Ort sowie die gesamte Stadt Uebigau-Wahrenbrück der Verbandsgemeinde Liebenwerda an.

## Kultur und Sehenswürdigkeiten
- Dorfkirche mit Gedenkstein „Zur Erinnerung an unsere Gefallenen und Vermißten aus dem Kriege 1939–1945“
- Kriegerdenkmal zu Ehren der Gefallenen des Ersten Weltkrieges
- Gedenkstätte zum Gedenken an den Verlorenen Zug am Bahnkilometer 106,7

Hier wurden im sogenannten Schneewald Ende April 1945 auf Anweisung der Roten Armee 17 Tote aus dem Zug in einem Massengrab beerdigt. 1975 wurde an dieser Stelle eine Gedenkstätte eingerichtet.
- Historischer Waschplatz